# Artimpaza nayani
Artimpaza nayani är en skalbaggsart som beskrevs av Holzschuh 2006. Artimpaza nayani ingår i släktet Artimpaza och familjen långhorningar. Inga underarter finns listade.